# Àliga de Tàrrega
L'àliga de Tàrrega és un element de bestiari de Tàrrega estrenada el 2007.
És l'única àliga bicèfala, de Catalunya, inspirat en l'escut de Tàrrega i duu símbols com les quatre barres catalanes i els escacs dels senyors de Tàrrega, una herència de la casa dels Àustria. Va ser dissenyada per l'artista guissonenca Agnès Pla, que la va crear amb fibra de vidre, cosa que possibilita que pesi només 35 kg malgrat el seu gran volum. Els caps de l'Àliga llueixen dues corones realitzades per la joiera targarina Anna Puig. La creació de l'Àliga de Tàrrega va ser impulsada per l'Associació Guixanet per a la Cultura Popular de Tàrrega, amb el suport del Centre de Promoció de la Cultura Popular i Tradicional Catalana del Departament de Cultura de la Generalitat de Catalunya, que va fer-se càrrec del cost de la figura. Va aparèixer per primera vegada per participar en la segona Cercavila Nocturna de la Tàrrega Medieval, el divendres 11 de maig de 2007, però no fou oficialment presentada fins al diumenge, 13 de maig, a dos quarts de dues del migdia, a la plaça Major targarina.
L'acte de presentació oficial també va comptar amb l'estrena del Ball de l'Àliga de Tàrrega, amb música d'Albert Solé de Bellpuig, interpretada per la cobla de ministrers Espremulls i coreografia de Ton Farran, de l'Esbart Albada. Les sortides protocol·làries de l'Àliga de Tàrrega se centren, al costat dels gegants i capgrossos, en la Festa Major de Maig i la processó de Corpus. L'Àliga ha esdevingut un autèntic símbol per a tots els targarins i targarines i s'ha popularitzat un adhesiu per a dur al cotxe per a identificar arreu els habitants de la capital urgellenca.